# Oo-Wee
Oo-Wee è una canzone di Ringo Starr, composta da lui e dal suo partner musicale Vini Poncia, apparsa sull'album Goodnight Vienna del 1974. I due hanno scritto anche la traccia All By Myself dello stesso album, mentre il solo drummer ha composto Call Me. Inoltre, nell'America Settentrionale, nel Giappone ed in vari Paesi dell'Europa è stata pubblicata anche come b-side di un 45 giri avente al lato A un medley delle due (It's All Down to) Goodnight Vienna apparse sull'omonimo disco; nel Regno Unito, invece, è il lato B di Snookeroo. Nel 2007, Oo-Wee venne inclusa sulla compilation Photograph, ma solo nella versione digitale, dove sostituisce Hey! Baby della versione su CD.

## Formazione
- Ringo Starr: voce, batteria
- Dennis Coffey: chitarra
- Klaus Voorman: basso elettrico
- Dr. John: pianoforte
- Jim Keltner: batteria
- Vini Poncia: armonie vocali
- Clydie King: cori
- The Blackberries: cori
- Trevor Lawrence: corni
- Steve Madaio: corni
- Bobby Keyes: corni
- Lou McCreery: corni[1]